# Jovanka Radičević
 Jovanka Radičević (født 23. oktober 1986 i Podgorica, Montenegro) er en montenegrinsk håndboldspiller, som spiller højre fløj for RK Krim i Slovenien og tidligere Montenegros kvindehåndboldlandshold.

## Bedrifter
- Den Montenegrinske Liga:
  - Vinder: 2005, 2006, 2007, 2008, 2009, 2010, 2011

- Montenegrin Cup:
  - Vinder: 2005, 2006, 2007, 2008, 2009, 2010, 2011

- Nemzeti Bajnokság I:
  - Vinder: 2012, 2013

- Magyar Kupa:
  - Vinder: 2012, 2013

- EHF Champions League:
  - Vinder: 2013
  - Finalist: 2012
  - Semifinalist: 2011, 2014

- EHF Cup Winners' Cup:
  - Vinder: 2006, 2010

- EM i Håndbold:
  - Vinder: 2012